# Martin Rubeš
Martin Rubeš, född den 16 september 1996 i Karlovy Vary, är en tjeckisk fäktare.

## Karriär
Martin Rubeš tog vid olympiska sommarspelen 2024 i Paris brons i värja med det tjeckiska laget.